# غيرت شالكويك
غيرت شالكويك (بالإنجليزية: Gert Schalkwyk)‏ (9 أبريل 1982 في جنوب أفريقيا - ) هو لاعب كرة قدم جنوب أفريقي في مركز الوسط. شارك مع منتخب جنوب أفريقيا لكرة القدم. أما مع النوادي، فقد لعب مع أورلاندو بيراتس وبيدفيست ويتس ونادي كايزر تشيفز وFree State Stars F.C. ‏ وسانتوس وماريتزبرغ يونايتد ‏ وBostancı Bağcıl S.K. ‏ ونادي بلومفونتين سيلتيك.

## روابط خارجية
- غيرت شالكويك على موقع قاعدة بيانات كرة القدم.إي يو (الإنجليزية)
- غيرت شالكويك على موقع ناشيونال فوتبول تيمز (الإنجليزية)